# Chlorophytum velutinum
Chlorophytum velutinum là một loài thực vật có hoa trong họ Măng tây. Loài này được Kativu mô tả khoa học đầu tiên năm 1993.